# Callendar House

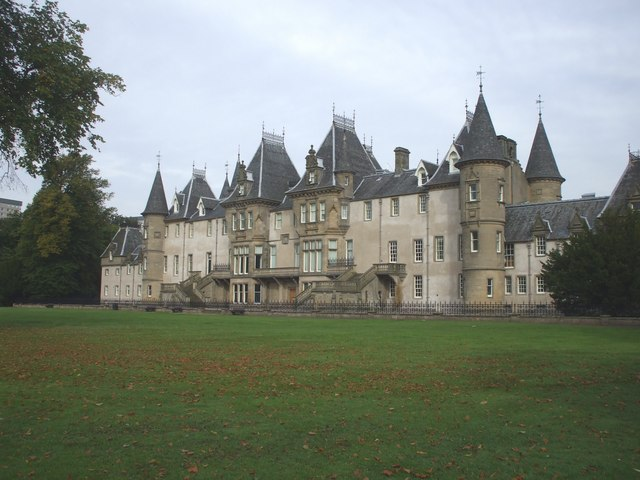
Callendar House

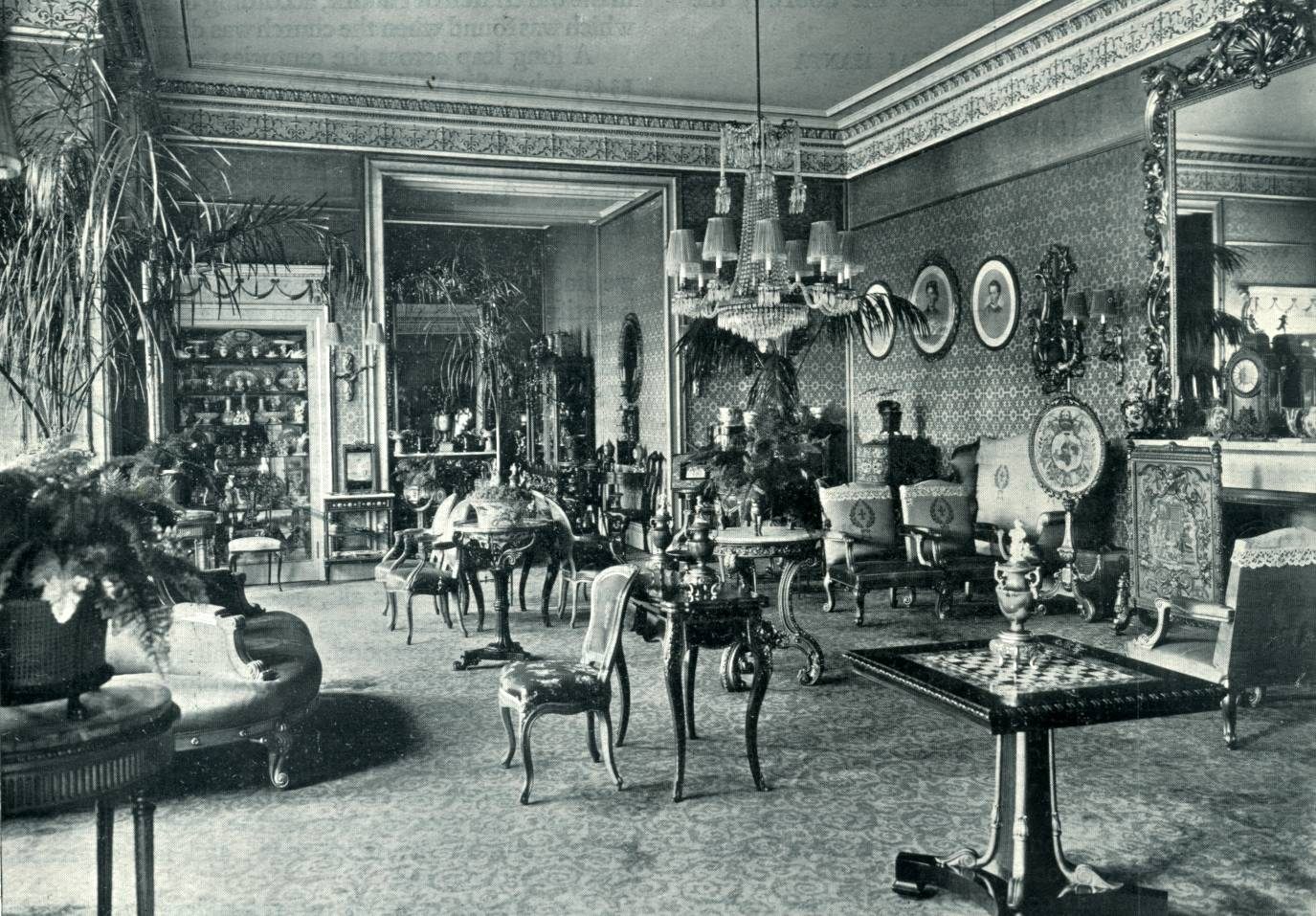
Salon von Callendar House in den 1920er Jahren

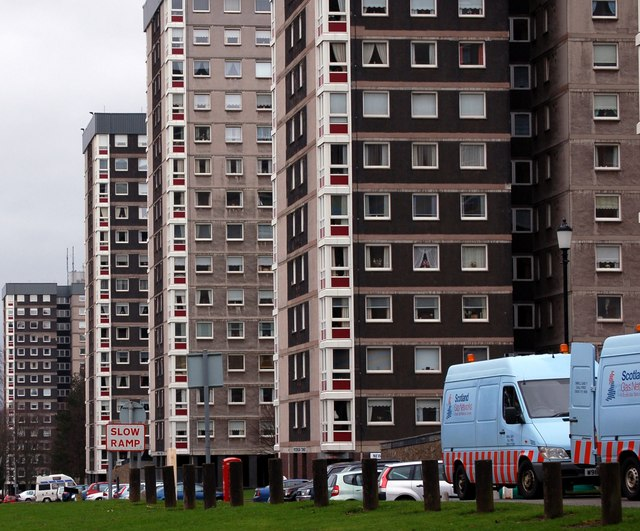
Moderne Hochhäuser auf den Ländereien von Callendar House

Callendar House (auch Callender House) ist ein Herrenhaus nahe der schottischen Stadt Falkirk in der gleichnamigen Council Area. 1960 wurde das Bauwerk in die schottischen Denkmallisten in der höchsten Kategorie A aufgenommen. Des Weiteren bildet es mit mehreren Außengebäuden ein Denkmalensemble der Kategorie A. Seit 2007 zählen die Außenanlagen zum Inventory of Gardens and Designed Landscapes in Scotland.
Das Herrenhaus liegt südöstlich von Falkirk. Bei der Gebäudegruppe handelt es sich um das weitläufigste und markanteste Anwesen Falkirks. Zahlreiche Bauwerke sind einzeln denkmalgeschützt. Darunter befindet sich auch mit dem Mausoleum von Callendar House ein weiteres Denkmal der Kategorie A.

## Geschichte
Bereits seit Ende des 1. Jahrtausends waren die Ländereien Herrschersitz der Umgebung des heutigen Falkirks. Überreste eines hölzernen Bauwerks unweit des Antoninuswalls wurden auf das Jahre 971 datiert. Es handelte sich wahrscheinlich um die Hallen des Thanes von Callendar. Gegen Ende des 14. Jahrhunderts gelangte die Baronie durch König David II. in den Besitz der Familie Livingston. Der ehemalige Herrscherbau wurde spätestens zu dieser Zeit aufgegeben und entweder noch im 14. Jahrhundert oder schon im beginnenden 15. Jahrhundert die Keimzelle des heutigen Herrenhauses errichtet. Im 15. oder 16. Jahrhundert wurde das Tower House um einen Flügel erweitert.
Königin Maria Stuart besuchte Callendar House, wo auch ihre Vermählung mit Franz II. vereinbart wurde. Während des Bürgerkrieges waren Truppen auf Callendar House stationiert. Cromwell sah jedoch zunächst von einem Angriff ab und umging das Bauwerk. Nachdem verschiedene Angriffe von den stationierten Truppen auf Cromwells Armee stattgefunden hatten, ließ er die Burg schließlich belagern. Im Juli 1651 wurde die Festung schließlich gestürmt.
Der Umbau von einer Festung zu einem Herrenhaus wurde in der Mitte des 17. Jahrhunderts vorgenommen. In der Folge wurde das Gebäude mehrfach umgestaltet und erweitert. William Forbes erwarb das Anwesen im Jahre 1783. 1827, nach dem Ableben William Forbes, wurde der Innenraum von David Hamilton überarbeitet. Weitere Ergänzungen wurden 1830 geplant, jedoch nicht ausgeführt. Ein letztes Mal wurde Callendar House 1877 umgestaltet, wobei es sein heutiges Aussehen erhielt. 1962 erwarb die Regierung von Falkirk das Anwesen. Sie ließ mehrere Hochhäuser unweit des Herrenhauses erbauen, pflegte das Gebäude selbst jedoch nicht. Nachdem sich sein Zustand zunehmend verschlechtert hatte, wurde es gegen Ende des 20. Jahrhunderts restauriert.